# Malujemy październik
Malujemy październik (ros. Мы рисуем Октябрь, My risujem Oktiabr´) – radziecki krótkometrażowy film animowany z 1977 roku w reżyserii Jefima Gamburga i Otto Sachera. Powstały w koprodukcji studiów Sojuzmultfilm i DEFA-Studio für Tricklme.
Film wchodzi w skład serii płyt DVD Animowana propaganda radziecka (cz. 2: Faszystowscy barbarzyńcy).

## Opis
W filmie Malujemy październik pokazano sielankowy obraz wspólnych relacji pomiędzy NRD a ZSRR wypełniony śpiewem oraz rysunkami rosyjskich i niemieckich dzieci. Jest to jeden z radzieckich filmów propagandowych, w którym pojawiły się wzorce pozytywne. W stosunku do Niemiec był to wizerunek Niemieckiej Republiki Demokratycznej.